# Neonatale Hämochromatose
Die neonatale Hämochromatose ist eine mit etwa 100 beschriebenen Fallbeispielen (sporadisch und bei Geschwistern) äußerst selten vorkommende Form der Hämochromatose. Die Eisenspeicherkrankheit zeigt sich bei neugeborenen Kindern durch eine polyätiologische akute Entzündung der Leber (Hepatitis) mit Cholestase. Sie verläuft bis auf wenige Ausnahmen letal (tödlich).

## Ursache
Die neonatale Hämochromatose ist eine eigenständige Lebererkrankung des Neugeborenen. Mit der familiären Form hat sie keinerlei Gemeinsamkeit, da es sich um einen gänzlich anderen Pathomechanismus handelt. Die Erkrankung wird hervorgerufen durch die Bildung von Antikörpern der Mutter gegen Antigene des Kindes auf der Oberfläche der kindlichen Hepatozyten. Es handelt sich also um eine Alloimmunhepatitis, ähnlich der Rhesusinkompatibilität. Da Geschwisterkinder von Kindern mit neonataler Hämochromatose ein hohes Erkrankungsrisiko haben, wurde lange eine genetische Ursache der Erkrankung vermutet.

## Prognose, Behandlung
In besonders schweren Fällen der neonataler Hämochromatose, bei denen sich Eisenablagerungen in diversen Organen gebildet haben, tritt der Tod des Kindes bereits vor der Geburt (in utero) ein. Kinder, die die Schwangerschaft überleben, versterben unbehandelt meist im Verlauf der ersten Wochen nach der Geburt im hepatischen Koma, ausgelöst durch ein fulminantes Leberversagen mit Lebernekrose. Seit 2010 der Pathomechanismus erkannt wurde, gibt es erste Berichte über erfolgreiche Austauschtransfusionen bei Kindern mit neonataler Hämochromatose. Auch wurden viele Mütter, welche bereits ein Kind mit einer neonatalen Hämochromatose hatten und somit ein sehr hohes Wiederholungsrisiko bei den Folgeschwangerschaften trugen, erfolgreich mit Immunglobulinen behandelt und bekamen gesunde Kinder.
Kinder mit neonataler Hämochromatose, die nicht therapeutisch beeinflusst werden kann, werden heute in der Regel lebertransplantiert.

## Differentialdiagnosen
Differentialdiagnostisch ist die neonatale Hämochromatose abzugrenzen vom Alpha-1-Antitrypsin-Mangel, einer Gallengangatresie, dem Niemann-Pick-Syndrom Typ C, dem Zellweger-Syndrom und dem Neonatalen Lupus erythematodes. Die Histologie kann hier im Einzelfall weiterhelfen, zeigt aber zumeist die bei Neugeborenen mit Hepatopathie übliche Riesenzellformation.

## Häufige Symptome (vorgeburtlich)
- vermindertes Wachstum des Kindes
- Störungen der Fruchtwassermenge (meist Oligohydramnion)
- Plazentahypertrophie durch Ödeme im Mutterkuchen
- intrauterin Aszites

## Häufige Symptome (nachgeburtlich)
- Hypoglykämie
- persistierender Ikterus (fortschreitende Gelbsucht)
- Lebervergrößerung (Hepatomegalie)
- Leberversagen
- neonatale Cholestase
- Alloimmunhepatitis

Da die Krankheit insgesamt sehr selten ist, ist die Klassifizierung als häufige Symptome relativ zu sehen.